# Chapelle Notre-Dame de la Paix du monde
 (août 2013).
Si vous disposez d'ouvrages ou d'articles de référence ou si vous connaissez des sites web de qualité traitant du thème abordé ici, merci de compléter l'article en donnant les références utiles à sa vérifiabilité et en les liant à la section « Notes et références ».
Chapelle Notre-Dame de la Paix du monde de Doran est un édifice religieux, situé en Haute-Savoie, sur la commune de Sallanches, sur l'alpage de Doran.

## Historique

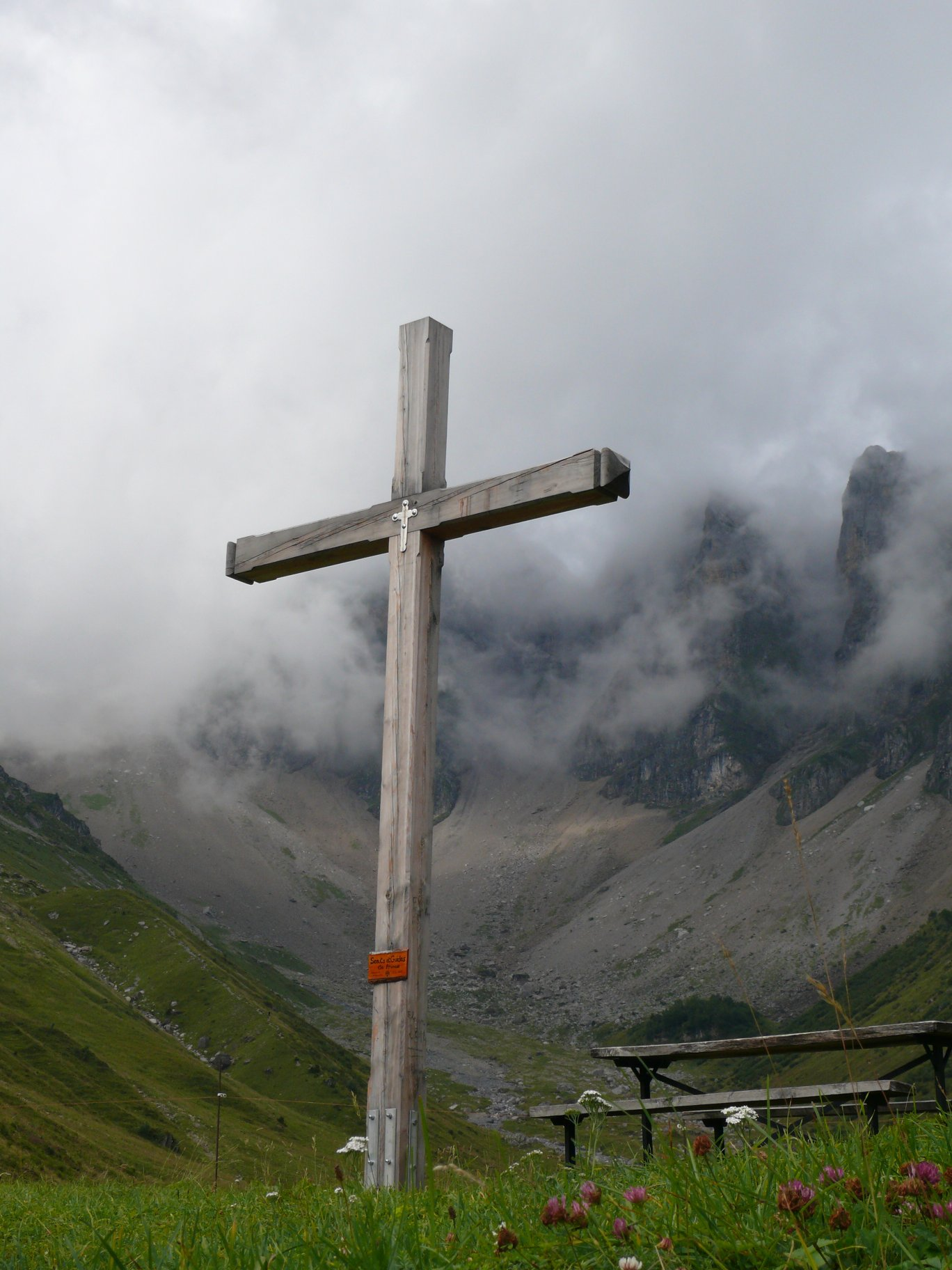
La croix installée en 2013.

Les travaux purent donc commencer dès l'été 1950, et continuèrent durant 7 ans. Les routiers français, placés sous la direction de Faurobert et aidés de nombreux dons de personnalités et d'organisations diverses, furent bientôt rejoints par leurs frères d'autres pays. On vit notamment des routiers venus d'Inde ou des USA, et des routiers espagnols, présents malgré l'interdiction du scoutisme effective en Espagne à ce moment-là. Des routiers handicapés moteurs tinrent même à venir apporter leur aide à la construction de l'édifice !
La construction de la chapelle ne fut pas une mince affaire, notamment à cause de la difficulté d'accès du lieu : en effet, le seul chemin d'accès escalade une pente très raide, sur un dénivelé de près de 1 000 mètres. Il fallut faire appel à un treuil (offert par l'explorateur Paul-Émile Victor !), qui fut d'un grand secours pour la montée de pièces très lourdes comme la statue de la vierge ou la table d'autel, pesant chacune plusieurs centaines de kilos. De même, les poutres utilisées pour le toit durent être limitées, pour être transportables, à une longueur inférieure à celle qui était nécessaire : il fallut donc, sur place, trouver le moyen de construire un toit solide sans une poutre joignant les deux murs d'un seul tenant ... De ce fait, la charpente doit être lourdement étayée durant l'hiver pour éviter que le poids de la neige (souvent épaisse de plusieurs mètres) la fasse céder.
Finalement, la chapelle fut achevée à l'été 1957, et solennellement inaugurée le 5 août de cette même année, l'évêque d'Annecy étant arrivé en hélicoptère ! Les clans routiers de France ayant participé à l'élaboration furent autorisés à s'y rendre, même si la règle lors du chantier avait été l'incognito, et malgré l'éviction de Faurobert du mouvement. Un film en a été réédité (en DVD) par Pierre Monet des scouts et guides catholiques de France. 
Louis Faure, présent à l'inauguration de la Chapelle Notre-Dame de la Paix du Monde le 5 août 1957, proposa une contribution de son groupe d'anciens scouts. Ces ouvriers métallurgistes du Creusot fabriquèrent donc le chemin de croix qui a été installé en 1958.